# WNBA All-Rookie Team
WNBA All-Rookie Team – umowny skład najlepszych debiutantek koszykarskiej ligi Women’s National Basketball Association, wybierany co sezon przez panel złożony z trenerów drużyn WNBA, którzy nie mogą głosować na koszykarski z trenowanego przez siebie zespołu. Skład jest wybierany od 2005 roku. All-Rookie Team składa się z pięciu zawodniczek bez uwzględniania ich nominalnej pozycji na boisku.
Candace Parker została zaliczona do All-Rookie Team i zdobyła tytuł MVP sezonu regularnego podczas tych samych rozgrywek, jako pierwsza w historii ligi.

## Składy All-Rookie
- pogrubienie – oznacza najlepszą debiutantkę sezonu regularnego
- kursywa – oznacza, iż zawodniczka została wybrana z numerem 1 draftu
- (tie) – oznacza identyczny wynik głosowania w przypadku więcej niż jednej zawodniczki

| Sezon | Zawodniczka              | Nar.                      | Zespół                   |
| ----- | ------------------------ | ------------------------- | ------------------------ |
| 2005  | Chelsea Newton           | Stany Zjednoczone         | Sacramento Monarchs      |
| 2005  | Kara Braxton             | Stany Zjednoczone         | Detroit Shock            |
| 2005  | Katie Feenstra           | Stany Zjednoczone         | San Antonio Silver Stars |
| 2005  | Tan White                | Stany Zjednoczone         | Indiana Fever            |
| 2005  | Temeka Johnson           | Stany Zjednoczone         | Washington Mystics       |
| 2006  | Seimone Augustus         | Stany Zjednoczone         | Minnesota Lynx           |
| 2006  | Cappie Pondexter         | Stany Zjednoczone         | Phoenix Mercury          |
| 2006  | Candice Dupree           | Stany Zjednoczone         | Chicago Sky              |
| 2006  | Sophia Young             | Saint Vincent i Grenadyny | San Antonio Silver Stars |
| 2006  | Monique Currie           | Stany Zjednoczone         | Charlotte Sting          |
| 2007  | Armintie Price           | Stany Zjednoczone         | Chicago Sky              |
| 2007  | Sidney Spencer           | Stany Zjednoczone         | Los Angeles Sparks       |
| 2007  | Lindsey Harding          | Stany Zjednoczone         | Minnesota Lynx           |
| 2007  | Camille Little           | Stany Zjednoczone         | San Antonio Silver Stars |
| 2007  | Marta Fernandez          | Hiszpania                 | Los Angeles Sparks       |
| 2008  | Candace Parker           | Stany Zjednoczone         | Los Angeles Sparks       |
| 2008  | Candice Wiggins          | Stany Zjednoczone         | Minnesota Lynx           |
| 2008  | Sylvia Fowles            | Stany Zjednoczone         | Chicago Sky              |
| 2008  | Nicky Anosike            | Stany Zjednoczone         | Minnesota Lynx           |
| 2008  | Matee Ajavon (tie)       | Stany Zjednoczone         | Houston Comets           |
| 2008  | Amber Holt (tie)         | Stany Zjednoczone         | Connecticut Sun          |
| 2009  | Angel McCoughtry         | Stany Zjednoczone         | Atlanta Dream            |
| 2009  | DeWanna Bonner           | Stany Zjednoczone         | Phoenix Mercury          |
| 2009  | Shavonte Zellous         | Stany Zjednoczone         | Detroit Shock            |
| 2009  | Renee Montgomery         | Stany Zjednoczone         | Minnesota Lynx           |
| 2009  | Marissa Coleman          | Stany Zjednoczone         | Washington Mystics       |
| 2010  | Tina Charles             | Stany Zjednoczone         | Connecticut Sun          |
| 2010  | Monica Wright            | Stany Zjednoczone         | Minnesota Lynx           |
| 2010  | Epiphanny Prince         | Stany Zjednoczone         | Chicago Sky              |
| 2010  | Kelsey Griffin           | Stany Zjednoczone         | Connecticut Sun          |
| 2010  | Kalana Greene            | Stany Zjednoczone         | New York Liberty         |
| 2011  | Maya Moore               | Stany Zjednoczone         | Minnesota Lynx           |
| 2011  | Danielle Robinson        | Stany Zjednoczone         | San Antonio Silver Stars |
| 2011  | Courtney Vandersloot     | Stany Zjednoczone         | Chicago Sky              |
| 2011  | Danielle Adams           | Stany Zjednoczone         | San Antonio Silver Stars |
| 2011  | Liz Cambage              | Australia                 | Tulsa Shock              |
| 2012  | Nneka Ogwumike           | Stany Zjednoczone         | Los Angeles Sparks       |
| 2012  | Glory Johnson            | Stany Zjednoczone         | Tulsa Shock              |
| 2012  | Tiffany Hayes            | Stany Zjednoczone         | Atlanta Dream            |
| 2012  | Samantha Prahalis        | Stany Zjednoczone         | Phoenix Mercury          |
| 2012  | Riquna Williams          | Stany Zjednoczone         | Tulsa Shock              |
| 2013  | Elena Delle Donne        | Stany Zjednoczone         | Chicago Sky              |
| 2013  | Brittney Griner          | Stany Zjednoczone         | Phoenix Mercury          |
| 2013  | Alex Bentley             | Stany Zjednoczone         | Atlanta Dream            |
| 2013  | Kelsey Bone              | Stany Zjednoczone         | New York Liberty         |
| 2013  | Skylar Diggins           | Stany Zjednoczone         | Tulsa Shock              |
| 2014  | Chiney Ogwumike          | Stany Zjednoczone         | Connecticut Sun          |
| 2014  | Odyssey Sims             | Stany Zjednoczone         | Tulsa Shock              |
| 2014  | Kayla McBride            | Stany Zjednoczone         | San Antonio Stars        |
| 2014  | Bria Hartley             | Stany Zjednoczone         | Washington Mystics       |
| 2014  | Alyssa Thomas            | Stany Zjednoczone         | Connecticut Sun          |
| 2015  | Jewell Loyd              | Stany Zjednoczone         | Seattle Storm            |
| 2015  | Kiah Stokes              | Stany Zjednoczone         | New York Liberty         |
| 2015  | Brittany Boyd            | Stany Zjednoczone         | New York Liberty         |
| 2015  | Ramu Tokashiki           | Japonia                   | Seattle Storm            |
| 2015  | Natalie Achonwa (tie)    | Kanada                    | Indiana Fever            |
| 2015  | Ana Dabović (tie)        | Serbia                    | Los Angeles Sparks       |
| 2016  | Breanna Stewart          | Stany Zjednoczone         | Seattle Storm            |
| 2016  | Moriah Jefferson         | Stany Zjednoczone         | San Antonio Stars        |
| 2016  | Aerial Powers            | Stany Zjednoczone         | Dallas Wings             |
| 2016  | Imani Boyette            | Stany Zjednoczone         | Chicago Sky              |
| 2016  | Tiffany Mitchell         | Stany Zjednoczone         | Indiana Fever            |
| 2017  | Allisha Gray             | Stany Zjednoczone         | Dallas Wings             |
| 2017  | Brittney Sykes           | Stany Zjednoczone         | Atlanta Dream            |
| 2017  | Kelsey Plum              | Stany Zjednoczone         | San Antonio Stars        |
| 2017  | Kaela Davis              | Stany Zjednoczone         | Dallas Wings             |
| 2017  | Shatori Walker-Kimbrough | Stany Zjednoczone         | Washington Mystics       |
| 2018  | A'ja Wilson              | Stany Zjednoczone         | Las Vegas Aces           |
| 2018  | Ariel Atkins             | Stany Zjednoczone         | Washington Mystics       |
| 2018  | Diamond DeShields        | Stany Zjednoczone         | Chicago Sky              |
| 2018  | Azurá Stevens            | Stany Zjednoczone         | Dallas Wings             |
| 2018  | Kelsey Mitchell          | Stany Zjednoczone         | Indiana Fever            |
| 2019  | Napheesa Collier         | Stany Zjednoczone         | Minnesota Lynx           |
| 2019  | Teaira McCowan           | Stany Zjednoczone         | Indiana Fever            |
| 2019  | Arike Ogunbowale         | Stany Zjednoczone         | Dallas Wings             |
| 2019  | Brianna Turner           | Stany Zjednoczone         | Phoenix Mercury          |
| 2019  | Jackie Young             | Stany Zjednoczone         | Las Vegas Aces           |
| 2020  | Crystal Dangerfield      | Stany Zjednoczone         | Minnesota Lynx           |
| 2020  | Julie Allemand           | Belgia                    | Indiana Fever            |
| 2020  | Chennedy Carter          | Stany Zjednoczone         | Atlanta Dream            |
| 2020  | Jazmine Jones            | Stany Zjednoczone         | New York Liberty         |
| 2020  | Satou Sabally            | Niemcy                    | Dallas Wings             |
| 2021  | Michaela Onyenwere       | Stany Zjednoczone         | New York Liberty         |
| 2021  | Dana Evans               | Stany Zjednoczone         | Chicago Sky              |
| 2021  | Aari McDonald            | Stany Zjednoczone         | Atlanta Dream            |
| 2021  | DiDi Richards            | Stany Zjednoczone         | New York Liberty         |
| 2021  | Charli Collier           | Stany Zjednoczone         | Dallas Wings             |
| 2022  | Rhyne Howard             | Stany Zjednoczone         | Atlanta Dream            |
| 2022  | NaLyssa Smith            | Stany Zjednoczone         | Indiana Fever            |
| 2022  | Shakira Austin           | Stany Zjednoczone         | Washington Mystics       |
| 2022  | Queen Egbo               | Stany Zjednoczone         | Indiana Fever            |
| 2022  | Rebekah Gardner          | Stany Zjednoczone         | Chicago Sky              |